# Tsuneko Sasamoto
Tsuneko Sasamoto (笹本 恒子?, Sasamoto Tsuneko; Tokyo, 1º settembre 1914 – Kamakura, 15 agosto 2022) è stata una fotoreporter e fotografa giapponese, considerata la prima fotoreporter donna del Paese.

## Biografia
Nata a Tokyo il 1º settembre 1914, ha frequentato un college di economia domestica, che però ha abbandonato a causa della sua ambizione di diventare pittrice. Dopo aver abbandonato il college, è entrata in un istituto di pittura e sartoria all'insaputa dei genitori.

### Carriera
Ha iniziato la sua carriera come illustratrice a tempo parziale alle pagine di notizie locali del giornale Tokyo Nichinichi Shimbun (l'attuale Mainichi Shinbun). Unendosi alla Società fotografica del Giappone come dipendente in prova nel 1940, all'età di 26 anni, diventa ufficialmente la prima fotoreporter donna in Giappone.
Si è ispirata inoltre a Margaret Bourke-White dicendo che ha influenzato la sua scelta di diventare una fotografa.
Durante l'occupazione americana del Giappone ha fotografato diversi soggetti, dal generale Douglas MacArthur, ai minatori di carbone scioperanti fino alle proteste studentesche.
Nel 2011 ha pubblicato un libro fotografico intitolato Hyakusai no Finder, o Centenarian’s Finder. Nel 2014 ha allestito una mostra con cento immagini di un altro suo libro del 2011, intitolato Hyakusai Ten, o Centenarian’s Exhibition. Le cento fotografie ritraevano cento donne ed eroine sconosciute dei periodi Meiji e Shōwa. Con questa mostra ha voluto ricordare le figure femminili dimenticate.
Nel 2015 ha continuato a fotografare nonostante la rottura della mano sinistra e di entrambe le gambe.

### Morte
È morta a Kamakura all'età di 107 anni il 15 agosto 2022 per cause naturali.

## Premi
2016 – Lucie Award alla carriera